# Mierzyn (powiat policki)
Mierzyn (do 1945 niem. Möhringen) – wieś sołecka w północno-zachodniej Polsce, położona w województwie zachodniopomorskim, w powiecie polickim, w gminie Dobra (Szczecińska). Od wschodu Mierzyn przylega do szczecińskiego osiedla Gumieńce. Zabudowa centralnej części Mierzyna znajduje się wzdłuż odcinka drogi krajowej nr 10 prowadzącego ze Szczecina w kierunku granicy z Niemcami.
Według ewidencji urzędu gminy w 2019 roku wieś liczy 9472 mieszkańców.
Sołectwo Mierzyn stanowi jedynie wieś Mierzyn.
Mieszkańcy Mierzyna wybierają 6 z 15 radnych do Rady Gminy Dobra.

## Historia
Mierzyn jest znanym terenem badań archeologicznych. Pochodzą stąd dwa luźne znaleziska datowane na okres mezolitu (naczynie ostrogenne i narzędzie krzemienne). Z neolitu pochodzą 3 osady oraz cmentarzysko wiązane z kulturą amfor kulistych. Dowodami osadnictwa w młodszej epoce brązu było odkrycie 4 osad i 2 cmentarzysk oraz znaleziska luźne (miecz i siekierka z brązu). Ślady osadnictwa słowiańskiego pochodzą z XI-XII wieku.
| Przynależność administracyjna: - 1815–1866: Związek Niemiecki, Królestwo Prus, prowincja Pomorze - 1866–1871: Związek Północnoniemiecki, Królestwo Prus, prowincja Pomorze - 1871–1918: Cesarstwo Niemieckie, Królestwo Prus, prowincja Pomorze - 1919–1933: Rzesza Niemiecka (Republika Weimarska), kraj związkowy Prusy, prowincja Pomorze - 1933–1945: III Rzesza, prowincja Pomorze - 1945–1975: Polska, województwo szczecińskie - 1975–1998: Polska, województwo szczecińskie - od 1999: Polska, województwo zachodniopomorskie, powiat policki, gmina Dobra (Szczecińska) |

Ślady osadnictwa słowiańskiego pochodzą z XI i XII w. na miejscu dzisiejszego cmentarza. Potem powstała wieś okoliczna zbudowana około 1120 r. W czasie wojny trzydziestoletniej Mierzyn został całkowicie spalony przez Szwedów, a jego ludność wymarła wskutek zarazy. W 1630 wieś została odbudowana. W późniejszych okresach teren Mierzyna był często polem działań wojennych. W czasie wojen napoleońskich, 29 października 1806 r. w domu pastora w Mierzynie podpisano akt kapitulacji pruskiej twierdzy Szczecin, po czym wojska francuskie, dowodzone przez Lassalle’a weszły do miasta i zajęły je na okres 7 lat.

## Zabytki

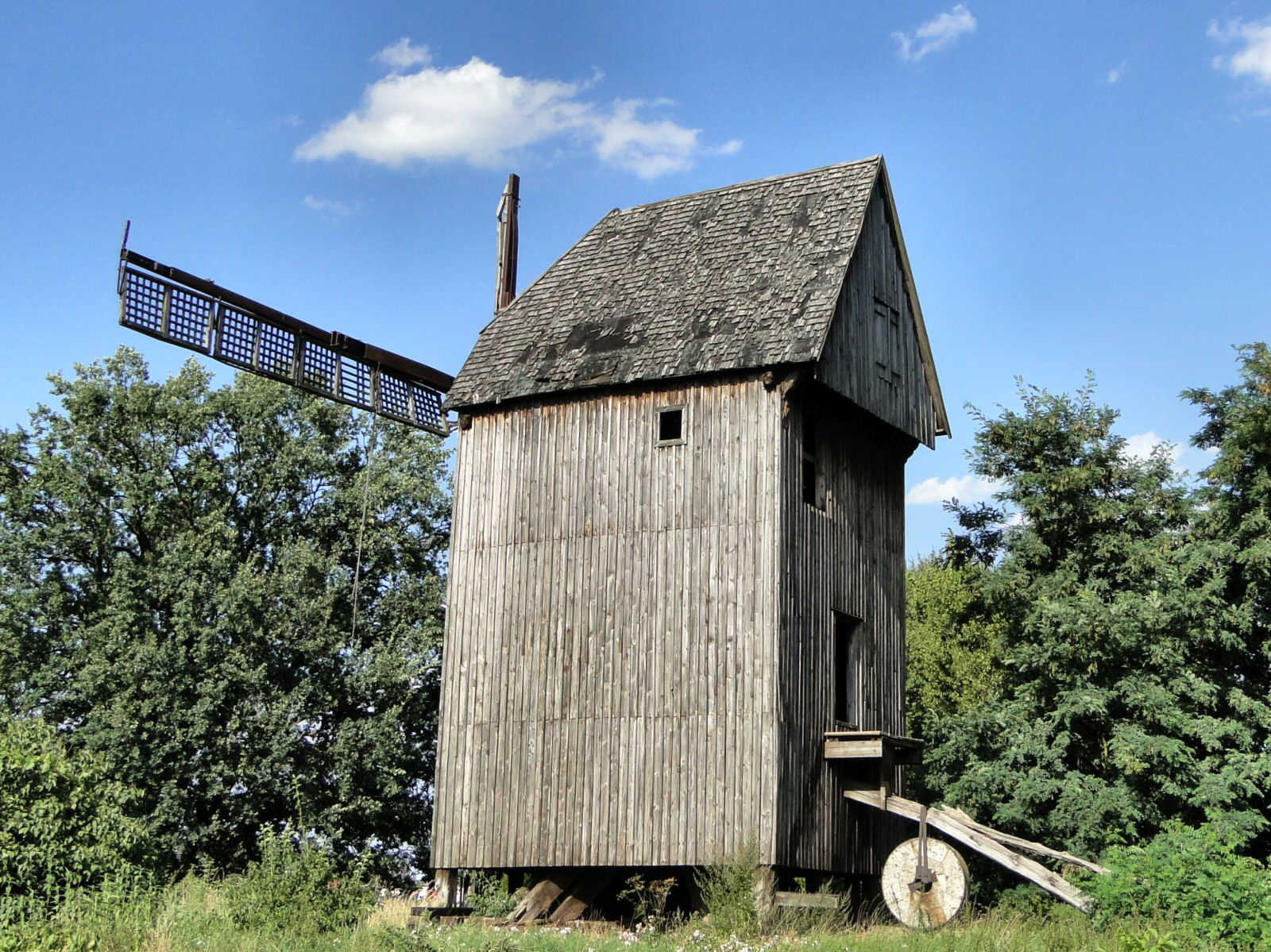
Wiatrak koźlak w Mierzynie

W Mierzynie znajduje się XII-wieczny kościół parafialny pw. Matki Boskiej Bolesnej, zbudowany z ciosów kamiennych z dobudowaną w XVIII wieku drewnianą wieżą przykrytą stożkowym hełmem zwieńczonym kulą i krzyżem. W ścianie szczytowej od strony wschodniej można zobaczyć dwa okna romańskie i trzy gotyckie, jak również blendę w kształcie krzyża greckiego. Wewnątrz uwagę przykuwa empora, wsparta na czterech słupach. Na wyposażeniu kościoła znajdują się między innymi:
- brązowe świeczniki z XVII w.,
- dzwon z XVII w.,
- barokowy ołtarz z I poł. XVIII w.,
- brązowy krucyfiks z przełomu XIX i XX w.

W 2006 zamontowano w kościele nowy, cyfrowy dzwon.
We wsi stoi również XIX-wieczny drewniany wiatrak-koźlak.

## Sport
W latach 1981–1992 w Mierzynie istniał klub piłki nożnej kobiet Iskra Mierzyn, którego zawodniczki w 1982 roku zdobyły wicemistrzostwo kraju. Następnie klub przeniesiono do Szczecina i zmieniono nazwę na Roma Szczecin.
Obecnie działa tu GKS Mierzyn, który został założony w 1986 roku jako Gminny Klub Sportowy Mierzyn. GKS Mierzyn, występujący w sezonie 2006/2007 w IV lidze, obecnie drużyna występuje w okręgowej lidze zachodniopomorskiej gr. Szczecin 1. Mecze rozgrywane są na stadionie położonym przy ul. Długiej. Głównym sponsorem klubu jest gmina Dobra.
W sezonie 2002/2003 zespół z Mierzyna występował w lidze okręgowej, grupie szczecińskiej II. GKS zajął wtedy trzecie miejsce (na 18), ustępując jedynie Sokołowi Pyrzyce i Energetykowi Gryfino. Po reorganizacji rozgrywek i zmianie nazwy okręgówki na V ligę, klub znalazł się w sezonie 2003/2004 w grupie szczecińskiej V ligi. Tam premiowane awansem były trzy pierwsze miejsca. GKS zajął najgorsze, czwarte miejsce, a awans do czwartej ligi uzyskały Dąb Dębno Lubuskie, Stal Szczecin i Energetyk Gryfino. Kolejny sezon przyniósł historyczny awans do IV ligi. Mierzyn zajął 3. lokatę (na 16).